# Podarcis siculus
Espèce
Synonymes
- Lacerta sicula Rafinesque, 1810
- Lacerta hieroglyphica Berthold, 1840
- Lacerta sicula campestris De Betta, 1857
- Lacerta sicula cettii Cara, 1872
- Lacerta muralis var. coerulea Eimer, 1872
- Lacerta muralis var. latastei Bedriaga, 1879
- Lacerta muralis gallensis Eimer, 1881
- Lacerta muralis monaconensis Eimer, 1881
- Lacerta muralis fusca corsica Bedriaga, 1883
- Lacerta muralis var. pelagosae Bedriaga, 1886
- Lacerta serpa var. adriatica Werner, 1902
- Lacerta sicula sanctistephani Mertens, 1926
- Lacerta sicula mertensi Wettstein, 1931
- Lacerta sicula ragusae Wettstein, 1931
- Lacerta sicula tyrrhenica Mertens, 1932
- Lacerta sicula astorgae Mertens, 1937
- Lacerta sicula bagnolensis Mertens, 1937
- Lacerta sicula flavigula Mertens, 1937
- Lacerta sicula insularum Mertens, 1937
- Lacerta sicula pirosoensis Mertens, 1937
- Lacerta sicula medemi Mertens, 1942
- Lacerta sicula calabresiae Taddei, 1949
- Lacerta sicula caporiaccoi Taddei, 1949
- Lacerta sicula ciclopica Taddei, 1949
- Lacerta sicula sanctinicolai Taddei, 1949
- Lacerta sicula calabra Taddei, 1949
- Lacerta sicula campana Taddei, 1949
- Lacerta sicula catanensis Taddei, 1949
- Lacerta sicula cerbolensis Taddei, 1949
- Lacerta sicula muelleri Taddei, 1949
- Lacerta sicula oristanensis Taddei, 1949
- Lacerta sicula roberti Taddei, 1949
- Lacerta sicula scorteccii Taddei, 1949
- Lacerta sicula strombolensis Taddei, 1949
- Lacerta sicula ventotenensis Taddei, 1949
- Lacerta sicula cattaroi Taddei, 1950
- Lacerta sicula scopelica Taddei, 1950
- Lacerta sicula liscabiancae Mertens, 1952
- Lacerta sicula trischittai Mertens, 1952
- Lacerta sicula pasquinii Lanza, 1952
- Lacerta sicula patrizii Lanza, 1952
- Lacerta sicula salfii Lanza, 1954
- Lacerta sicula dupinici Radovanović, 1956
- Lacerta sicula mediofasciata Radovanović, 1956
- Lacerta sicula laganjensis Radovanović, 1956
- Lacerta sicula samogradi Radovanović, 1956
- Lacerta sicula premudana Radovanović, 1959
- Lacerta sicula premudana Radovanović, 1959
- Lacerta sicula premudensis Radovanović, 1959
- Lacerta sicula vesseljuchi Radovanović, 1959
- Lacerta sicula bolei Brelih, 1961
- Lacerta sicula hadzii Brelih, 1961
- Lacerta sicula nikolici Brelih, 1961
- Lacerta sicula polenci Brelih, 1961
- Lacerta sicula pretneri Brelih, 1961
- Lacerta sicula radovanovici Brelih, 1961
- Lacerta sicula zeii Brelih, 1961
- Lacerta sicula massinei Mertens, 1961
- Lacerta sicula fiumanoidea Brelih, 1963
- Lacerta sicula lanzai Mertens, 1967
- Lacerta sicula palmarolae Mertens, 1967
- Lacerta sicula pohlibensis Radovanović, 1970
- Lacerta sicula klemmeri Lanza & Capolongo, 1972
- Lacerta sicula amparoaem Capolongo, 1979

Statut de conservation UICN

 LC  : Préoccupation mineure
Podarcis siculus est une espèce de sauriens de la famille des Lacertidae. En français, il est nommé Lézard des ruines ou Lézard sicilien.

## Répartition

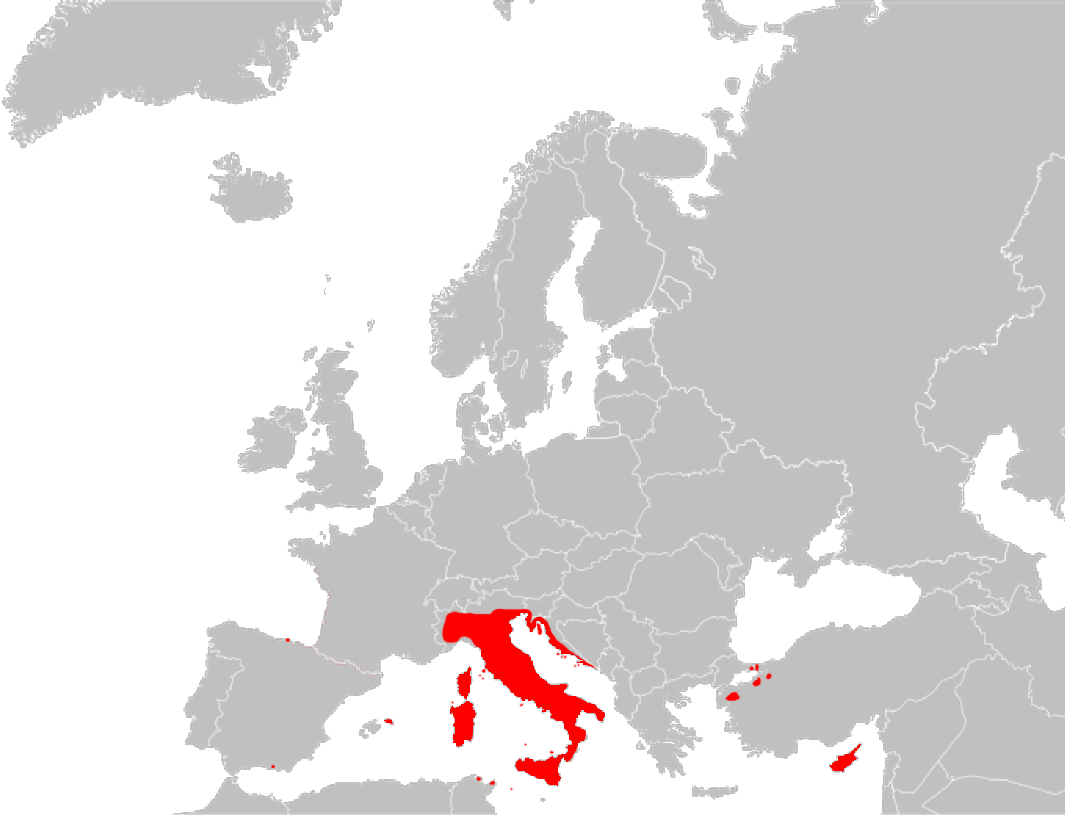
Distribution

Cette espèce se rencontre en Catalogne en Espagne, dans le sud de la France, en Suisse, en Italie, en Slovénie, en Croatie, en Bosnie-Herzégovine, en Serbie, au Monténégro, en Roumanie et Turquie.
Elle a été introduite aux États-Unis.

## Habitat
On le trouve dans les forêts tempérées, zones buissonnantes et maquis méditerranéens, prés et prairies tempérées, zones rocheuses, littoraux sableux ou rocheux, terres arables, pâtures artificielles, jardins ruraux et urbains.

## Description

Podarcis siculus.

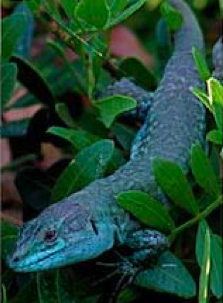
Podarcis siculus klemmeri - un morphe bleu trouvé exclusivement sur la petite île de Licosa (Castellabate, province de Salerne).

Il existe des variantes (phases) mélanique, en particulier en Croatie.
15 à 25 cm, queue comprise.

## Hybridation
Des études génétiques ont montré que cette espèce s'hybride naturellement avec Podarcis tiliguerta.

## Galerie

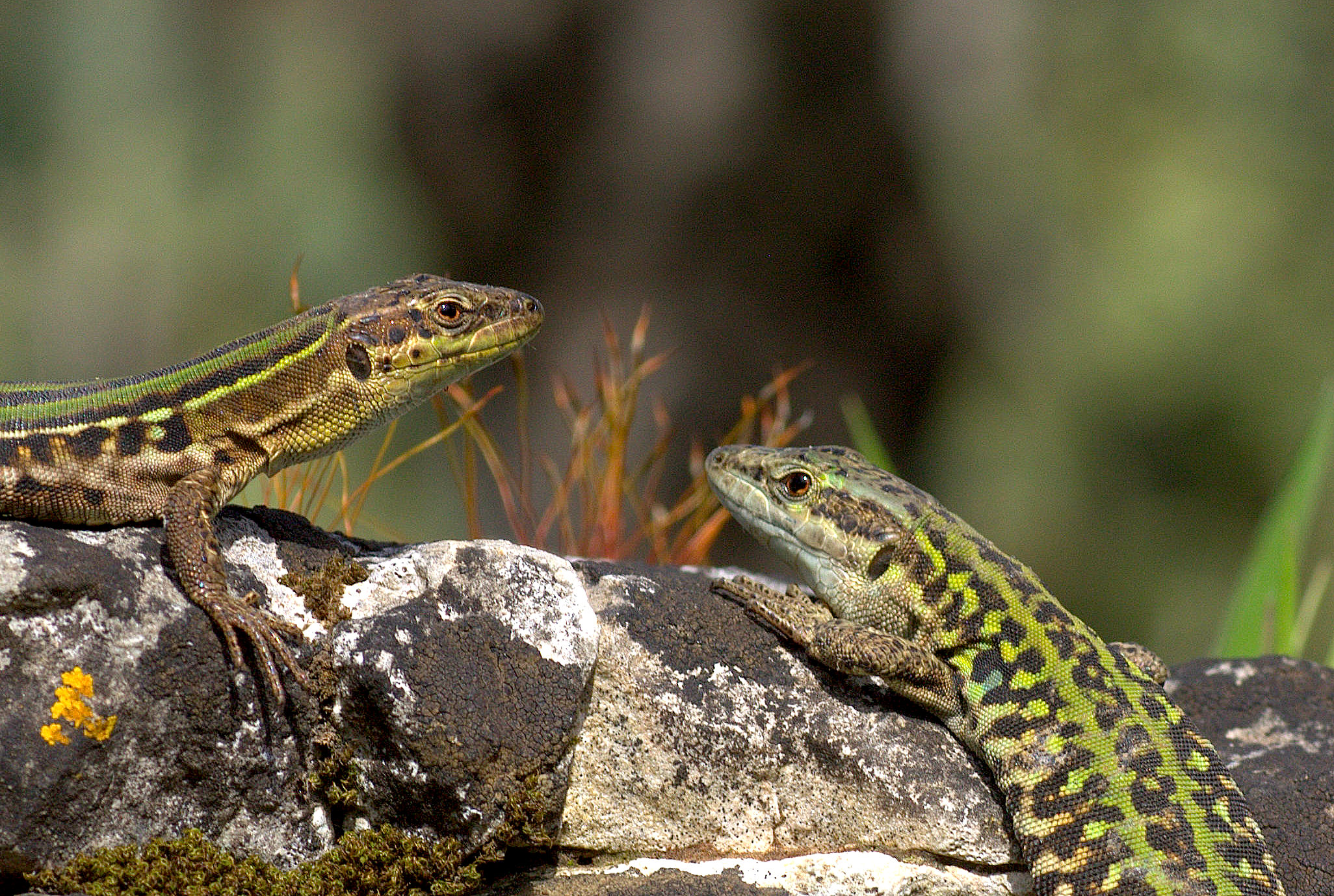
Une paire de Podarcis siculus (Lacertidae, lézard sicilien) au Soleil sur un rocher.
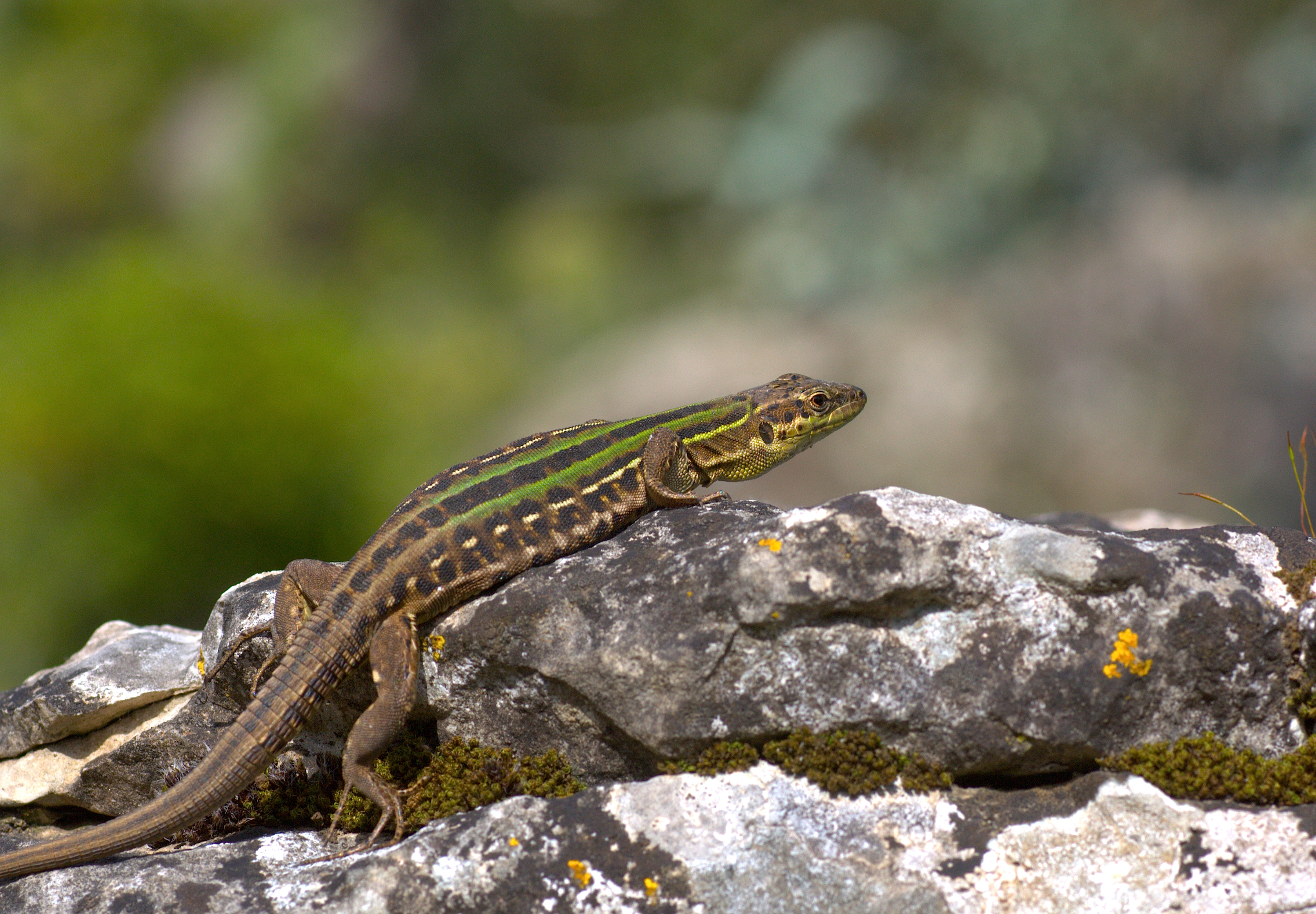
Podarcis siculus (Lacertidae, lézard sicilien) sur un rocher.
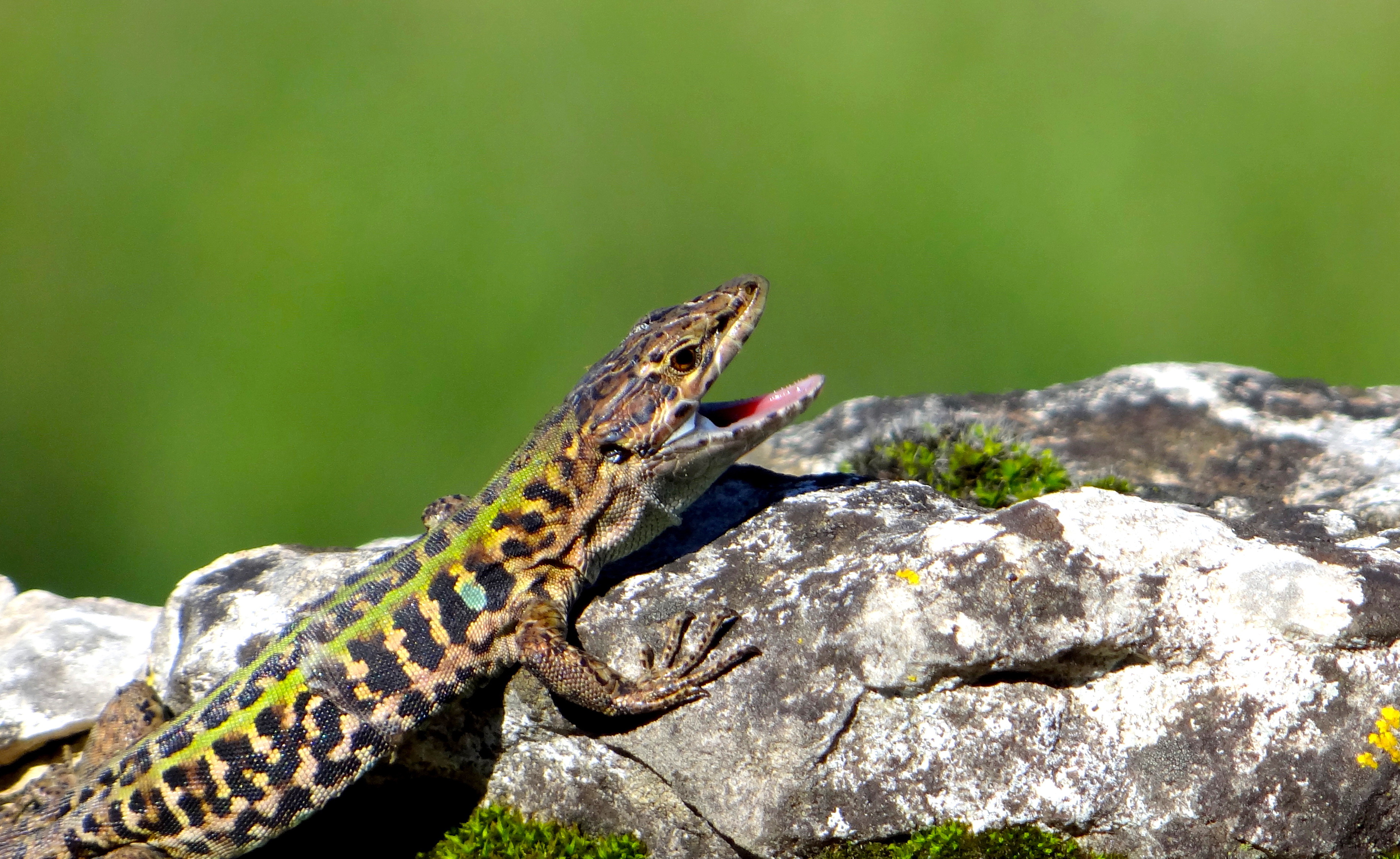
Un jeune lézard des ruines (Podarcis siculus) à l'affut.
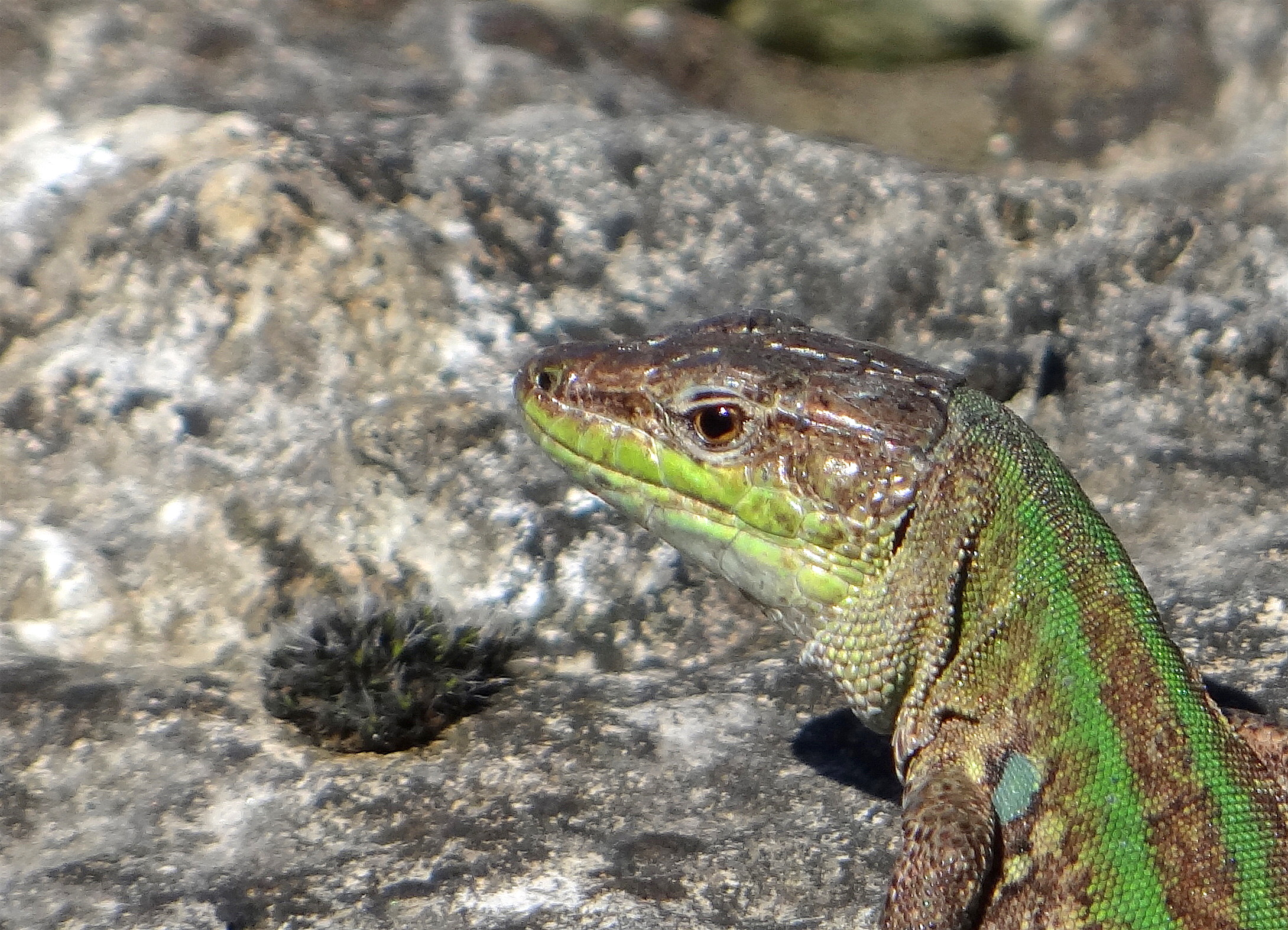
Gros plan sur la tête d'un lézard sicilien (Podarcis siculus).

## État des populations, menaces
Podarcis siculus n'est pas menacé. Il suscite l'intérêt des biologistes en raison de sa variabilité génétique qui lui permet d'évoluer très rapidement. De nouvelles sous-espèces ont été littéralement vues en train d'apparaître dans les îles de la côte dalmate, en Croatie, en moins de 40 générations soit un demi-siècle.
Introduit en 1971 par l'équipe du professeur Eviatar Nevo sur l'île dalmate de Hrid Podmrčaru en mer Adriatique, Podarcis siculus y a été abandonné à lui-même durant plus de trois décennies, l'accès à l'île ayant été interdit par les autorités yougoslaves, puis par les conflits liés à l'éclatement de ce pays. En 2004, une équipe scientifique dirigée par Duncan Irschick et Anthony Herrel a pu revenir sur l'île et a découvert que Podarcis siculus avait évolué en 36 ans, soit environ trente générations, de façon très significative. Le lézard a grandi, sa mâchoire est devenue plus puissante et, surtout, il a changé de régime alimentaire : d'insectivore il est devenu herbivore, et des valves cæcales sont apparues au niveau des intestins, ce qui lui permet de digérer les herbes. Cette découverte confirme que l'évolution est un phénomène biologique concrètement observable.
Selon The Reptile Database (22 janvier 2016) :
- Podarcis siculus aemiliani Capolongo, 1985
- Podarcis siculus albiventris Bonaparte, 1838
- Podarcis siculus amparoae Capolongo, 1979
- Podarcis siculus astorgae (Mertens, 1937)
- Podarcis siculus bagnolensis (Mertens, 1937)
- Podarcis siculus bolei (Brelih (sl), 1961)
- Podarcis siculus calabra (Taddei, 1949)
- Podarcis siculus calabresiae (Taddei, 1949)
- Podarcis siculus campana (Taddei, 1949)
- Podarcis siculus campestris (De Betta, 1857)
- Podarcis siculus caporiaccoi (Taddei, 1949)
- Podarcis siculus catanensis (Taddei, 1949)
- Podarcis siculus cattaroi (Taddei, 1950)
- Podarcis siculus cerbolensis (Taddei, 1949)
- Podarcis siculus ciclopica (Taddei, 1949)
- Podarcis siculus coeruleus (Eimer, 1872)
- Podarcis siculus dupinici (Radovanović, 1956)
- Podarcis siculus fasciatus (Radovanović, 1956)
- Podarcis siculus fiumanoideus (Brelih (sl), 1963)
- Podarcis siculus flavigulus (Mertens, 1937)
- Podarcis siculus gallensis (Eimer, 1881)
- Podarcis siculus hadzii (Brelih (sl), 1961)
- Podarcis siculus hieroglyphicus (Berthold, 1840)
- Podarcis siculus insularus (Mertens, 1937)
- Podarcis siculus klemmeri (Lanza & Capolongo, 1972)
- Podarcis siculus laganjensis (Radovanović, 1956)
- Podarcis siculus lanzai (Mertens, 1967)
- Podarcis siculus latastei (Bedriaga, 1879)
- Podarcis siculus massinei (Mertens, 1961)
- Podarcis siculus medemi (Mertens, 1942)
- Podarcis siculus mediofasciatus (Radovanović, 1959)
- Podarcis siculus monaconensis (Eimer, 1881)
- Podarcis siculus muelleri (Taddei, 1949)
- Podarcis siculus nikolici (Brelih (sl), 1961)
- Podarcis siculus palmarolae (Mertens, 1967)
- Podarcis siculus parkeri (Mertens, 1926)
- Podarcis siculus pasquinii (Lanza, 1952)
- Podarcis siculus patrizii (Lanza, 1952)
- Podarcis siculus paulae (Lanza, Adriani & Romiti, 1971)
- Podarcis siculus pirosoensis (Mertens, 1937)
- Podarcis siculus polenci (Brelih (sl), 1961)
- Podarcis siculus premudanus (Radovanović, 1959)
- Podarcis siculus premudensis (Radovanović, 1959)
- Podarcis siculus pretneri (Brelih (sl), 1961)
- Podarcis siculus radovanovici (Brelih (sl), 1961)
- Podarcis siculus ragusae (Wettstein, 1931)
- Podarcis siculus roberti (Taddei, 1949)
- Podarcis siculus salfii (Lanza, 1954)
- Podarcis siculus samogradi (Radovanović, 1956)
- Podarcis siculus sanctinicolai (Taddei, 1949)
- Podarcis siculus sanctistephani (Mertens, 1926)
- Podarcis siculus scopelicus (Taddei, 1950)
- Podarcis siculus scorteccii (Taddei, 1949)
- Podarcis siculus siculus (Rafinesque-Schmaltz, 1810)
- Podarcis siculus strombolensis (Taddei, 1949)
- Podarcis siculus tyrrhenicus (Mertens, 1932)
- Podarcis siculus vesseljuchi (Radovanović, 1959)
- Podarcis siculus zeii (Brelih (sl), 1961)

## Publications originales
- Bedriaga, 1879 : Mémoire sur les variétés européennes du Lézard des Murailles. Bulletin de la Société Zoologique de France, vol. 4, p. 194–228 (texte intégral).
- (de) Bedriaga, 1883 : Beiträge zur Kenntniss der Amphibien und Reptilien der Fauna von Corsika. Archiv für Naturgeschichte, Berlin, vol. 49, p. 124-273 (texte intégral).
- (de) Bedriaga,  1886 : Beiträge zur Kenntnis der Lacertiden-Familie (Lacerta, Algiroides, Tropidosaura, Zerzumia, Bettaia). Abhandlungen der Senckenbergischen Naturforschenden Gesellschaft, vol. 14, p. 17-444 (texte intégral).
- (de) Berthold, 1840 : Ueber verschiedene neue oder seltene Amphibienarten. Dieterich, Göttingen, p. 1-28 (texte intégral).
- (sl) Brelih, 1961 : Sedem novih ras vreste Lacerta (Podarcis) sicula Raf. (Lacertidae, Reptilia) z Rovinjsko-Poreskega Podrocja (Sieben neue Rassen der Art Lacerta (Podarcis)) sicula Raf. Aud dem Gebiete Rovinj-Porec. Bioloski Vestnik, vol. 9, p. 71-91 (texte intégral[PDF]).
- (sl) Brelih, 1963 : Prispevek k poznavanju Kvarnerskih Kuscaric (Ein Beitrag zur Kenntnis der Eidechsen aus dem Quamero-Gebiet. Bioloski Vestnik, vol. 11, p. 107-113 (texte intégral[PDF]).
- (it) Capolongo, 1979 : Nota preliminare su di una forma microinsulare di Podarcis sicula (Rafinesque) dell’isola di Dino nel mar Tirreno. Bollettino della Società dei naturalisti in Napoli, vol. 87, p. 387-392 (texte intégral[PDF]).
- (it) Capolongo, 1985 : Note sull'erpetofauna pugliese. Atti della Societa Italiana di Scienze Naturali e del Museo Civico di Storia Naturale in Milano, vol. 125, no 3/4, p. 189-200.
- (it) Cara, 1872 : Monografia della lacertola comune di Sardegna. p. 1-41.
- (it) De Betta, 1857 : Erpetologia de la provincie Venete e del Tirolo merodonale. Atti dell' Accademia d'Agricoltora, Commercio ed. Arti di Verona vol. 35, p. 1–365.
- (it) Di Palma, 1980 : La Lucertola del faraglione “La Canna” nelle Isole Eolie: Podarcis sicula cucchiarai subsp. nova (Reptilia, Lacertidae). Il Naturalista Siciliano, ser. 4, vol. 4, p. 3-12.
- (de) Eimer, 1872 : Über eine neue Eidechse von Capri. Verhandlungen der Physikalisch-medicinischen gesellschaft zu Würzburg, vol. 3, p. 9-11.
- (de) Eimer, 1881 : Untersuchungen über das Variiren der Mauereidechse, ein Beitrag zur Theorie von der Entwicklung aus constitutionellen Ursachen, sowie zum Darwinismus. Archiv für Naturgeschichte, vol. 47, no 3, p. 239-517 (texte intégral).
- Karaman, 1928 : Prilog Herpetologiji Jugoslavije. Glasnik Skopskog naucnog drustva, Skoplje, Odelenje prirodnih nauka, vol. 4, no 1,p. 129–143.
- (it) Lanza, 1952 : Note critiche su alcune iucertole italiane e cliagnosi preliminare di una nuuva razza insulare. Natura, Milano, vol. 43, p. 69-82 (texte intégral[PDF]).
- (it) Lanza, 1954 : Notizie su alcune lucertole italiane e descrizione di una nuova razza insulare del golfo di Salerno. Bollettino di Zoologia, vol. 21, p. 133-143.
- (it) Lanza, 1966 : Su due nuove razze insulari di Lacerta sicula e di Lacerta tiliguerta. Archivio Zoologico Italiano, vol. 51, p. 511-522.
- (de) Lanza, Adriani & Romiti, 1971 : Eine neue blaue Inselrasse der Lacerta sicula aus Suditalien. Salamandra, vol. 7, p. 5-8.
- (de) Lanza & Capolongo, 1972 : Die blaue Ruineneidechse der tyrrhenischen Inset Licosa (Salerno). Salamandra, vol. 8, no 1, p. 21-26.
- (de) Mertens, 1926 : Zwei neue Inselrassen der Gattung Lacerta. Zoologischer Anzeiger, vol. 68, p. 319-323 (texte intégral[PDF]).
- (de) Mertens, 1932 : Zur Verbreitung und Systematik einiger Lacerta-Formen der Apenninischen Halbinsel und der Thyrrenischen Inselwelt. Senckenbergiana, vol. 14, p. 235-259.
- (de) Mertens, 1937 : Neues uber die Eidechsen Fauna Istriens. Zoologischer Anzeiger, vol. 119, p. 332-336.
- (de) Mertens, 1942 : Die Mauereidechse von Isola Bella. Zoologischer Anzeiger, vol. 138, p. 44-47 (texte intégral[PDF]).
- (de) Mertens, 1952 : Neue Eidechsenrassen von den Liparischen Inseln. Senckenbergiana, vol. 32, p. 309-314 (texte intégral[PDF]).
- (de) Mertens, 1961 : Die Inseleidechsen des Golfes von Salerno. Senckenbergiana Biologica, vol. 42, no 1/2, p. 31-40.
- (de) Mertens, 1967 : Die Reptilien der Pontinischen Inseln. Senckenbergiana Biologica, vol. 48, p. 125-144.
- (de) Radovanović, 1956 : Rassenbildung bei Eidechsen auf Adriatischen Inseln. Denkschrift der Österreichischen Akademie der Wissenschaften, Mathemathisch-Naturwissenschaftliche Klasse, vol. 110, p. 1–82 (texte intégral[PDF]).
- (de) Radovanović, 1959 : Zum Problem der Speziation bei Inseleidechsen. Zoologische Jahrbücher, Abteilung für Systematik, Geographie und Biologie der Tiere, Jena vol. 86, p. 395-436 (texte intégral[PDF]).
- (he) Radovanović, 1970 : Herpetoloska proucavanja na Olibu i okolnim ostrvima. Priroda istraživanja, JAZU, Zagreb vol. 38, Acta biologica vol. 6, p. 59-74.
- (it) Rafinesque Schmaltz, 1810 : Caratteri di alcuni nuovi generi e nuove specie di animali e plante della Sicilia. Sanfilippo, Palermo, p. 1-105 (texte intégral).
- (it) Taddei, 1949 : Le Lacerte (Podarcis) delle Isole dell' Archipelgo Toscano. Monitore Zoologico Italiano, vol. 57, p. 12-34 (texte intégral[PDF]).
- (it) Taddei, 1949 : Le Lacerte (Archaeolacerte e Podarcis) dell’Italia peninsulare e delle Isole. Commentationes Pontificia Academia Scientarum, vol. 13, no 4, p. 197-274 (texte intégral[PDF]).
- (it) Taddei, 1950 : La lacerte (Archaeolacerta e Podarces) dell' Istria' e della Dalmazia. Commentationes Pontificiae Academiae Scientiarum, vol. 14, no 3, p. 137-166 (texte intégral[PDF]).
- (de) Werner, 1902 : Beiträge zur Kenntnis der Fauna einiger dalmatinischer Inseln. Reptilien. Verhandlungen der Kaiserlich-Königlichen Zoologisch-Botanischen Gesellschaft in Wien, vol. 52, p. 381-388 (texte intégral).
- (de) Wettstein, 1931 : Neue oder wenig bekannte Etdechsen. Zoologischer Anzeiger, vol. 95, no 11/12, p. 280-291 (texte intégral[PDF]).